# Paolo Emilio Bensa
Paolo Emilio Bensa (Genova, 27 marzo 1858 – Genova, 17 gennaio 1928) è stato un giurista e politico italiano.
Docente all'università di Genova e senatore del Regno d'Italia, nel 1902 redasse con Carlo Fadda un commento alla Pandette di Bernhard Windscheid.